# Інцидент з американським безпілотником над Чорним морем
14 березня 2023 року російський винищувач Су-27 перехопив і пошкодив американський безпілотник MQ-9 Reaper, після чого БПЛА зазнав аварії в міжнародних водах Чорного моря.
Інцидент стався на тлі російсько-української війни і став першим прямим зіткненням між ВПС Росії і США з моменту початку вторгнення Росії в Україну.
Згідно з Deutsche Welle, цей інцидент став першим випадком з часів Холодної війни, коли американське повітряне судно зазнало аварії через вплив російських літаків.
Міністр оборони Росії Сергій Шойгу представив до державних нагород льотчиків російського винищувача, який супроводжував безпілотник.